# Parafia św. Antoniego z Padwy w Orzeszu
Parafia św. Antoniego z Padwy – rzymskokatolicka parafia znajdująca się w Orzeszu, w dzielnicy Zgoń. Parafia należy do dekanatu Łaziska i archidiecezji katowickiej. Powstała w 1957 r.

## Początki
Na obszarze parafii leżą dwie miejscowości: Zgoń i Mościska. Zanim utworzono tutaj parafię, obie miejscowości były częścią parafii pod wezwaniem świętych Apostołów Piotra i Pawła w Woszczycach. 
W okresie międzywojennym w Zgoniu mieszkańcy wybudowali kościół, który stał się filialnym w stosunku do kościoła w Woszczycach. Mieszkańcy Zgonia tuż po zakończeniu wojny skierowali prośbę, aby do tego kościoła jesienią i zimą, kiedy to dojazd do Woszczyc jest znacznie utrudniony, przyjeżdżał wikary – lokalista z Woszczyc, przynajmniej w czwartek i pozostawał do niedzieli. W 1948 r. kuria biskupia w Katowicach postanowiła, że lokalista zamieszka na stałe w Zgoniu, będzie prowadził pracę administracyjną i duszpasterską odrębnie od Woszczyc. Lokalista uzyskał także prawo do dochodów proboszczowskich ze Zgonia i Mościsk. Mniej więcej w tym samym czasie mieszkańcy Mościsk skierowali prośbę o przyłączenie ich do lokalii w Zgoniu. W 1948 r. kuria katowicka przyłączyła Mościska do lokalii w Zgoniu, przy czym na okres 5 lat pozwolono parafianom z Mościsk korzystania z posług duszpasterskich. Ze sprawozdania wizytacyjnego z 1948 r. wiemy, że lokalia w Zgoniu liczyła 1241 wiernych, kościół nosił jeszcze liczne ślady zniszczeń z okresu wojny, plebania była w trakcie budowy, a w niedziele odprawiane były dwie msze św. oraz nieszpory.
20 grudnia 1957 r. biskup Stanisław Adamski podniósł lokalię w Zgoniu do rangi parafii. Terytorialnie objęła ona obszar miejscowości Zgoń i Mościska. Pierwotnie należała do dekanatu żorskiego, ale pod koniec 1957 r. została przeniesiona do dekanatu mikołowskiego, natomiast w 1979 r. parafia znalazła się w dekanacie dębieńskim, który w 1985 r. przekształcony został w dekanat orzeski. W 2005 r. dokonano podziału dekanatów mikołowskiego i orzeskiego, w wyniku czego powstał trzeci dekanat Łaziska, do którego obecnie należy parafia św. Antoniego w Zgoniu.

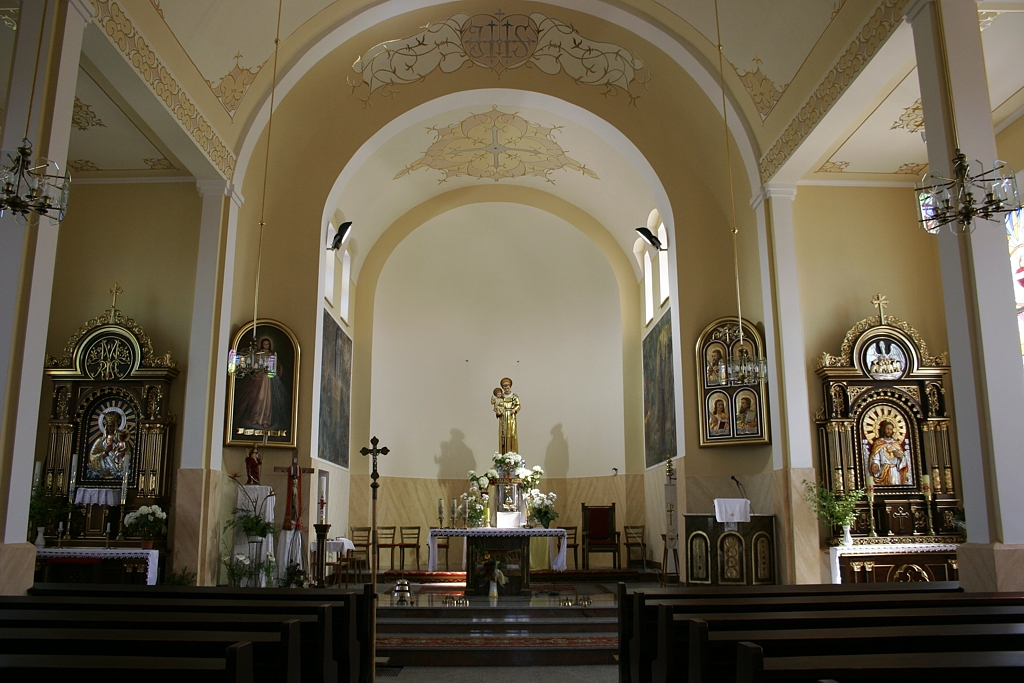
Wnętrze kościoła parafialnego

## Budowa kościoła
Pierwsze głosy o konieczności rozwiązania problemu zbyt dużej odległości, jaka dzieliła miejscowość Zgoń od kościoła parafialnego w Woszczycach, pojawiły się w 1924 r., ale dopiero w 1935 r., za zgodą kurii diecezjalnej, rozpoczęto budowę kościoła filialnego w Zgoniu. Autorem projektu jest inż. Affa. Mieszkańcy Zgonia zadeklarowali pieniądze na budowę kościoła, co miało wystarczyć na mury i dach. W zamian za wynajęcie na okres 12 lat polowania na terenie gminy Zgoń, administracja księcia pszczyńskiego dostarczyła drewna. Także urząd wojewódzki w Katowicach za pośrednictwem kurii dotował budowę kościoła w sumą 1000 zł. Mieszkańcy Wyr przekazali bezpłatnie ołtarz. Brakującą kwotę 4500 zł pokryto deklaracjami pieniężnymi mieszkańców Zgonia. 13 czerwca 1937 r. ks. Andrzej Zając dokonał poświęcenia zgońskiego kościoła. W uroczystości wzięli udział wojewoda T. W. Saloni oraz starosta pszczyński T. Jarosz.
W 1955 r. kościół został odmalowany, a cztery lata później, prace malarskie rozpoczął prof. Adam Bunsch z Krakowa. Jest on autorem sześciu fresków: „Panny roztropne i nieroztropne”, „Robotnicy w winnicy Pańskiej”, „Syn Marnotrawny”, „Dobry Pasterz”, „Miłosierny Samarytanin” oraz „Siewca”, które to freski do dzisiaj zdobią ściany kościoła. W 1961 r. były już wybudowane salki parafialne oraz otynkowane kościół i plebania. W latach 2000–2006 dokonano kolejnego remontu. Odrestaurowano między innymi witraże, które zdobią okna kościoła. Gruntownie wyremontowano ołtarze w tym główny i dwa boczne.

## Duszpasterstwo
W parafii działa Bractwo Trzeźwości, Żywy Różaniec. Parafia w Zgoniu jest typową parafią wiejską, której wielu mieszkańców zajmuje się rolnictwem. Z tego powodu niezwykle ważne są coroczne uroczystości żniwne, zwane dożynkami. Na terenie parafii znajduje się kilkadziesiąt krzyży i kapliczek przydrożnych. Co roku w maju parafianie gromadzą się przy nich, aby odprawić nabożeństwa majowe. W październiku natomiast odmawiają przy nich wspólnie różaniec. Przy jednej z kapliczek w Mościskach, w niedzielę przypadającą po wspomnieniu św. Urbana, papieża, który jest patronem tej miejscowości, odprawiana jest msza święta.  Jeden z krzyży, stojący w Zgoniu, upamiętnia ofiary zarazy, która nawiedziła tę miejscowość. Do parafii należy także cmentarz znajdujący się na pobliskim wzniesieniu. Znajdują się na nim m.in. groby parafian, którzy zginęli w czasie II wojny światowej. Na parafialnym cmentarzu jest też Grób Nieznanego Żołnierza, w którym pogrzebano żołnierzy, ofiary wojny.

## Proboszczowie
Źródło:
- ks. Jerzy Raszka (lokalista 1948–1957, administrator 1957–1972)
- ks. Franciszek Wadas (1972–1981)
- ks. Stanisław Knop (1981–1994)
- ks. Józef Wojciech (1994–2010)
- ks. Jacek Nowak (2010–2012)
- ks. Krzysztof Jasek (administrator 2012–2013, proboszcz 2013–2025)
- ks. Dariusz Kreihs (od 2025)